# Ottilie Wildermuth

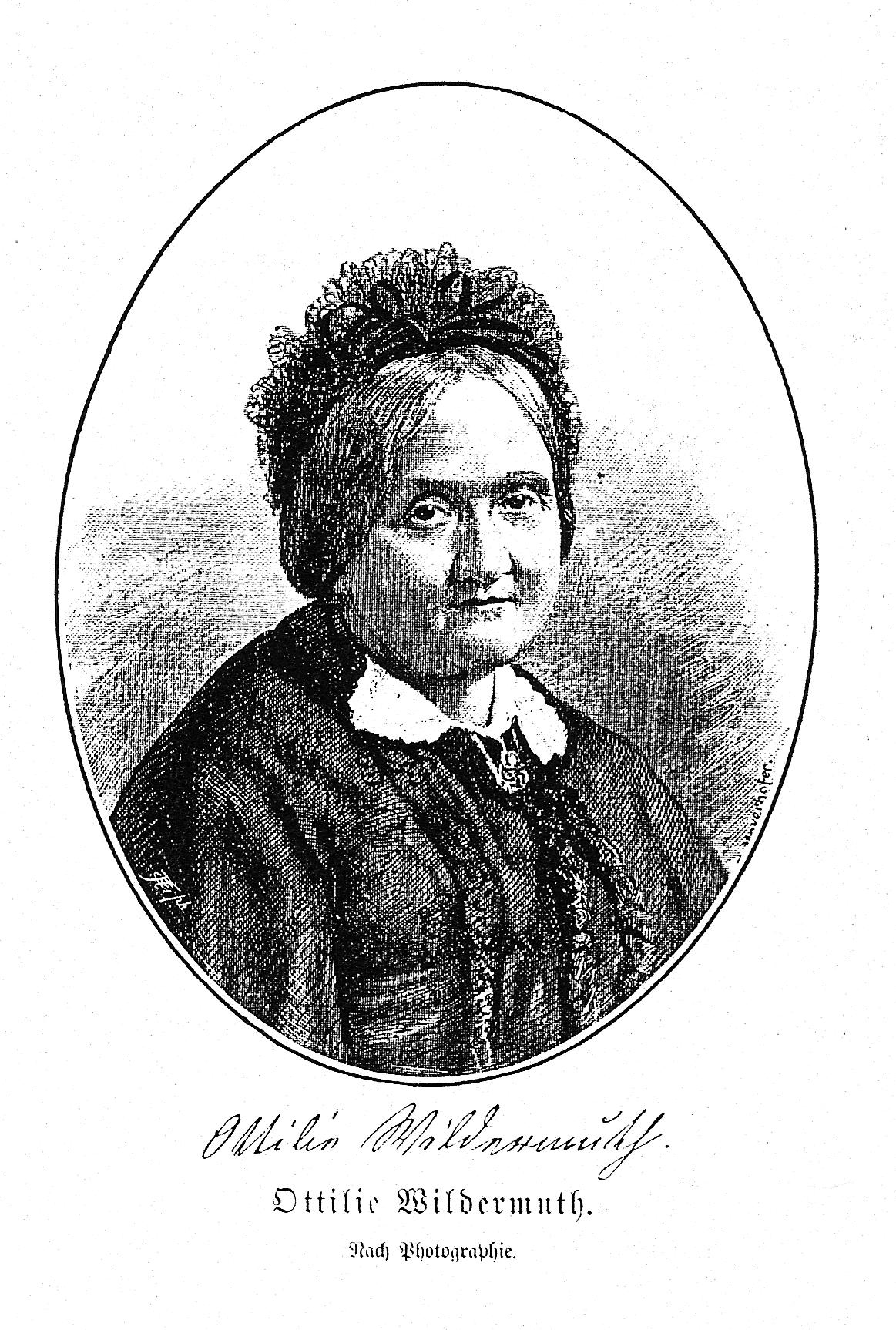
Ottilie Wildermuth

Ottilie Wildermuth, född Rooschüz, 22 februari 1817 i Rottenburg am Neckar (Württemberg), död 12 juli 1877 i Tübingen, var en tysk författare. Hon trädde 1843 i äktenskap med gymnasieläraren Wilhelm David Wildermuth i Tübingen.
Från hennes ungdomsböcker utgivna efter 1847 kan nämnas: Aus der Kinderwelt (1865) och Aus Schloss und Hütte (5:e upplaga 1877). Hennes berättelser avsedda för vuxna kvinnor omfattar till exempel Bilder und Geschichten aus Schwaben (2 band, 1852-54), Bilder aus dem Frauenleben (2 band, 1855-57, "Bilder ur kvinnans liv", 1865), Auguste (1858) och Im Tageslicht (1861, "Bilder ur verkligheten", 1880). En illustrerad upplaga av hennes "Gesammelte Werke" utgavs 1891-94, en samling ungdomsberättelser i 19 band (1906). Hennes självbiografi utkom i 2:a upplaga 1889.